# Cosmin Bîrnoi
Cosmin Marian Bîrnoi (Hunedoara, 17 settembre 1997) è un calciatore rumeno, centrocampista dell'Unirea Ungheni.

## Caratteristiche tecniche
È un esterno sinistro.

## Carriera
Cresciuto nel settore giovanile dell'ACS Poli Timișoara, ha esordito in prima squadra il 29 maggio 2016 disputando l'incontro di Liga I perso 3-2 contro il CSM Studențesc Iași. Il 2 agosto 2019 è stato acquistato dal FC Politehnica Iași, dove è rimasto solamente sei mesi prima di trasferirsi al Viitorul Costanza nel gennaio successivo.